# 速水真澄
速水 真澄（はやみ ますみ）は漫画『ガラスの仮面』に登場する架空の人物。

## 概要
大手芸能事務所である大都芸能の社長。大都グループ総帥・速水英介の養子。能力・容姿共にすぐれた辣腕経営者。北島マヤとの関係が深い男性。

## 生い立ち・父親との関係
旧姓・藤村。建設会社の現場主任の子として生まれたが、2歳の時に父が事故死したため、母の文（あや）は速水家の住み込み家政婦となった。幼少の頃から活発かつ聡明であったため、後継者のいない速水英介の目に留まり、母の再婚によって速水家の養子となる。それ以後は後継者として徹底した帝王学を叩き込まれて育つ。しかし英介からはまったく愛情を注がれず、薄幸な幼少時代を送ってきた。
幼少期に身代金目当てで誘拐された際は父に見捨てられ、屋敷が火事になった際は、大切にしていた『紅天女』の舞台道具ばかり気にかけ、それらを身を挺して持ち出し重傷を負った母を気にかけることすらない父の姿を目の当たりにする。父のそんな数々の薄情な仕打ちに対し、密かに復讐心を募らせていく。そして『紅天女』を守って重傷を負った母の死をきっかけに、父が築き上げてきた会社の全てと、父が何よりも生きがいにしている『紅天女』をこの手で奪いさろうと決意する。以来、年相応の感情や人らしい愛情の一切を仮面の下に封じ込め、英介の施す英才教育を進んでこなし学問・スポーツともに優れた青年に成長する。社長秘書として事実上の社長代理を務めた後、父の後継者として大都芸能の社長の座に付き、やり手の若社長として采配を振るい始める。
社長としてはスポンサーやマスコミ対応やベテラン女優・俳優との接待、マネージメントに加え、新人劇団の売り込み方法に金に拘る様アドバイスするなどの有能さを持ち、容姿端麗な姿から女性に好意を寄せられることが多いものの、愛情の薄い幼少期を送ってきたため他人に対して心を閉ざし純粋に人を愛することができず、会社のためならば強引な手段で相手を陥れることすら厭わない冷酷な性格になってしまった。『紅天女』の上演権を狙う際にも、上演権をもつ月影千草および月影が率いる劇団つきかげに悪質な嫌がらせを仕掛けており、嫌がらせの現場を目撃されたことでマヤに嫌悪されるようになった。

## 北島マヤとの関係
マヤとは『椿姫』の舞台観劇で初めて出会っている。マヤとの偶然の出会いを重ねる中で、苦境の中でも明るいマヤのことを気にかけるようになる。劇団つきかげの初演である『若草物語』の評判を下げるために演劇評論家を連れて観劇するが、40度の発熱を押して演技するマヤの情熱に衝撃を受け、終演後に紫のバラの花束を匿名で贈る。真澄からのものとは知らないマヤは喜び、まだ見ぬファン1号である贈り主を「紫のバラの人」と呼ぶようになる。
しかし真澄が劇団つきかげに対する嫌がらせをしていることを知ったマヤは、真澄に激しい怒りを見せる。真澄はマヤを「チビちゃん」と呼び、マヤは「卑劣漢」「冷血仕事虫」などと罵倒する関係となるが、この際の真澄はとても楽しそうであり、周囲を驚かせている。一方で「紫のバラの人」は月影の入院費用を支払い、マヤを高校高校に通わせるなどの支援をつづけ、マヤの心の支えとなっていく。真澄は自らの思いを自覚していなかったが、秘書の水城冴子から「あの子を愛してらっしゃる」と指摘され、愕然とする。しかしマヤが11歳年下の少女であることや、これまで情愛と無縁の人生をおくってきたことから、自分の思いを認めきれずにいた。
大都芸能に所属することとなったマヤをスターダムに押し上げようとするが、これは結果的にマヤの母を死に追いやることとなり、真澄は自責の念にとらわれる。芸能界追放となったマヤが復帰できるよう画策し、契約解除となった後も陰日向に援助を行う。また「紫のバラの人」とマヤの仲介人となった部下の聖唐人を通じ、マヤの感謝の言葉を聞く事ができるようになった。自らの思いを自覚した後は、マヤが大人になるのを待ち続けようとする。
しかし英介の意向により鷹宮紫織との縁談を命令されたことでこの状況に変化が生まれる。これまでの行いもあり、マヤに激しく憎まれていると思っていた真澄は、この思いを影のものにしていこうとし、婚約することをえらぶ。しかし一人でいるときには苛立ちを見せ、マヤとの絆の象徴である紫のバラに紫織が言及しただけでも声を荒げるなど、マヤへの思いを振り切ることはできなかった。一方で真澄の縁談を聞いたマヤも真澄への恋心を認識するようになっていく。しかし互いに相手の思いを確信することができず、すれ違いが続いていく。
やがて、アクシデントから紫織が真澄と過ごすために予約した豪華客船でマヤと一晩過ごし、その際にマヤへの恋心を素直に認め、マヤと思いが通じあう。これを機に、紫織に対して「性格の不一致」から破談を申し入れたが、そのショックで紫織が自殺未遂を起こし心を病んでしまったため、より一層、苦しい立場に追い込まれていく。思いつめた彼は紫織を追い込んだ責任から彼女の祖父の懇願を受け入れて紫織との結婚を再び承諾してしまう。しかし、真澄とマヤを見守ってきた聖の説得を受けて自分の気持ちに正直に生きることを決意、「『速水英介の息子』という名の部下」という立場と決別して家を出た。そして、「紫のバラの人」としてマヤと向き合うために約束の場所である伊豆の別荘へと向かう。

## 交友関係
神恭一郎
『スケバン刑事』シリーズの主要キャラの一人で、真澄とは大学時代の親友。
作者である美内すずえとのコラボレーション企画で誕生した設定で、『花とゆめ』1982年号10号掲載分の205話で描かれている。私立探偵の神が疑惑を感じた芸能プロダクションの調査を真澄に依頼する電話が掛かってくるというシーンであるが、社員からは「気を許して付き合っている唯一の友人」と評されている。またこの時の模様の神側の描写が同じ『花とゆめ』1982年号10号の『スケバン刑事』に描かれており、真澄も声（電話越しの吹き出し）だけではあるが『スケバン刑事』に登場している。コミックスでは『ガラスの仮面』24巻63ページから66ページ、『スケバン刑事』20巻47ページから48ページに収録されている。

## 演じた役者
俳優
- 別所立木（1979年・ミュージカル）
- 川崎麻世（1988年・舞台）
- 田辺誠一（1997年・テレビドラマ）
- 横田栄司（2008年・音楽劇）
- 新納慎也（2010年・音楽劇）
- 小西遼生（2014年・舞台、2016年・舞台）

声優
- 野沢那智（1982年・ラジオドラマ「夜のドラマハウス」、1984年・テレビアニメ第1作）
- 森功至（1984年・テレビアニメ第1作 第19 - 22話〈野沢急病時の代役〉）
- 小杉十郎太（1998年・OVA）
- 森川智之（2005年・テレビアニメ第2作、2012年・ゲーム『ガールズRPG シンデレライフ』）
- 京本政樹（2012年、名台詞カルタ付録CD）
- 高橋伸也（2013年・テレビアニメ『ガラスの仮面ですが』）
- 小野大輔（2016年・テレビアニメ『3ねんDぐみガラスの仮面』）

その他
- デーブ・スペクター（2010年、花とゆめコミックス第47巻刊行時販促ポスター）
- 劇団ひとり（2012年・花とゆめコミックス第48巻記念企画）